# 창원향교 대성전
창원향교 대성전(昌原鄕校 大成殿)은 대한민국 경상남도 창원시 의창구 소답동에 있는 조선시대의 건축물이다. 1974년 12월 28일 경상남도의 유형문화재 제135호로 지정되었다.

## 개요
향교는 훌륭한 유학자를 제사하고 지방민의 유학교육과 교화를 위하여 나라에서 지은 교육기관이다.
창원향교는 고려 충렬왕 2년(1276)에 세웠다고 전해지나, 확실한 근거는 없고 대개 조선시대에 창건한 것으로 여겨지고 있다. 원래는 지금의 창원시 마산회원구 합성동에 있었으나 임진왜란(1592) 후 이곳으로 옮겼다고 한다.
경내에는 뒤쪽에 제사를 지내는 공간으로 대성전과 동·서무가 있고, 학업의 공간인 명륜당과 유생들이 기거하던 동·서재, 풍화루가 앞쪽에 배치되어 있다.
대성전은 앞면 3칸·옆면 4칸의 규모로 지붕 옆모습이 사람 인(人)자 모양인 맞배지붕집이다. 공자를 비롯한 중국 5현을 모시고 있다. 동·서무에는 우리나라의 18현을 모시고 매년 2월과 8월에 제사를 지내고 있다.

## 같이 보기
- 창원향교 향안 및 고문서 일괄 - 경상남도 유형문화재 제611호

## 참고 자료
- 창원향교 대성전 - 국가유산청 국가유산포털